# 梦幻庄园 (上海)
上海梦幻庄园规划在上海崇明區向化镇北部建造，是一代流行音乐天王迈克尔·杰克逊生前居住过的梦幻庄园缩小版，占地1000亩，相当于原版的1/17，基本结构和布局和原版相同。
上海梦幻庄园分为3大块，总投资金额约人民币1亿元，第一期200亩预定2010年完工。